# Medeola virginiana
Espèce
Classification APG III (2009)
 Medeola virginiana  est une espèce végétale de la famille des liliacées. On l'appelle communément médéole de Virginie ou concombre sauvage. Sa floraison est printanière.

## Description
Medeola virginiana est une espèce herbacée faisant de 30 à 90 cm de hauteur. Elle présente un rhizome blanc et charnu. Sa tige est droite, avec des poils blancs qui disparaît avec le temps. Ses feuilles verticillées sont disposées en deux étages. La médéole de Virginie présente un nombre de fleurs variant de 2 à 9. Observables au printemps, celles-ci sont jaune verdâtre, et pointent vers le sol. Les fruits sont de petites baies foncées de couleur allant du rouge au bleu.

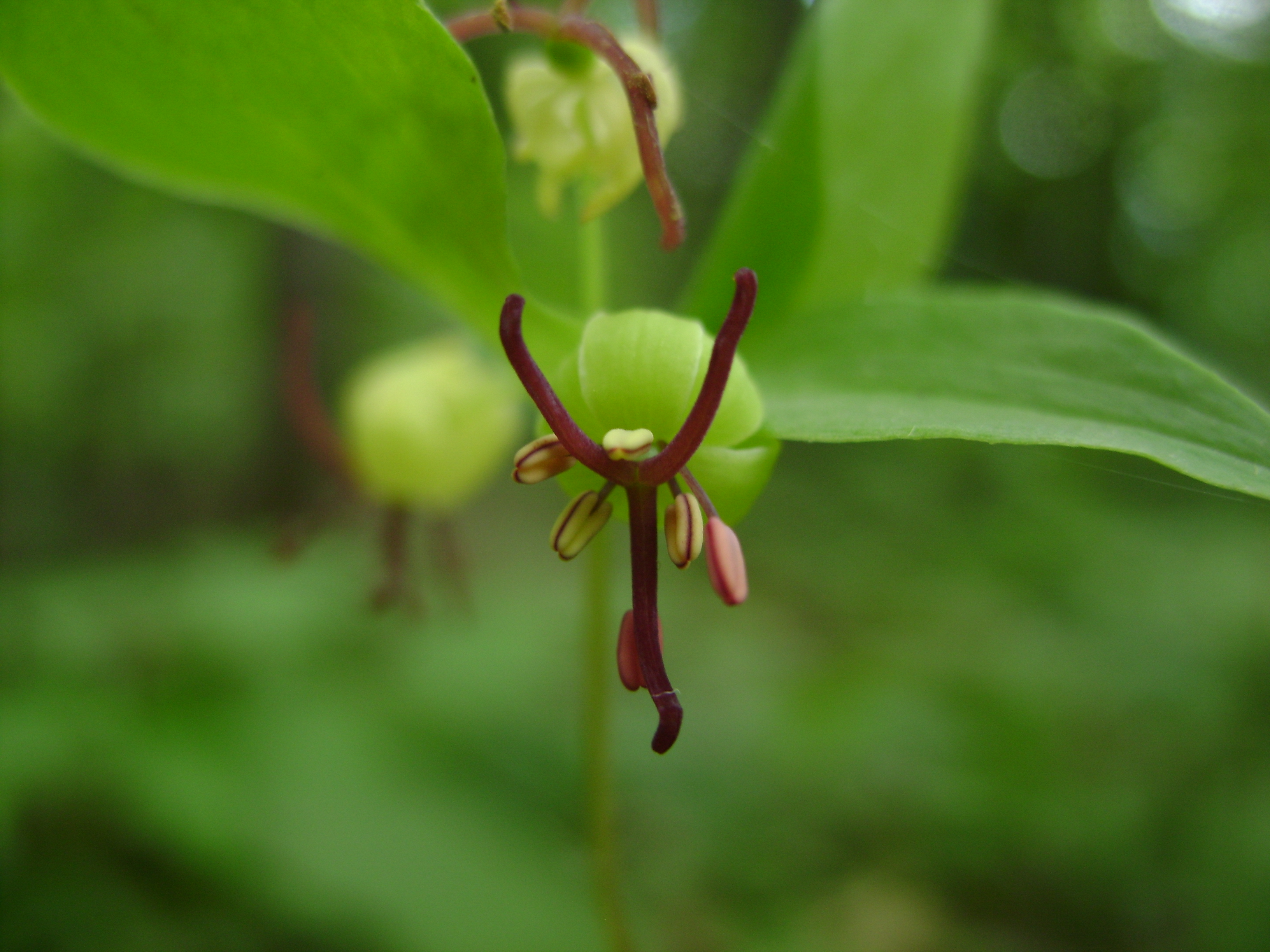
Fleur de Medeola virginiana
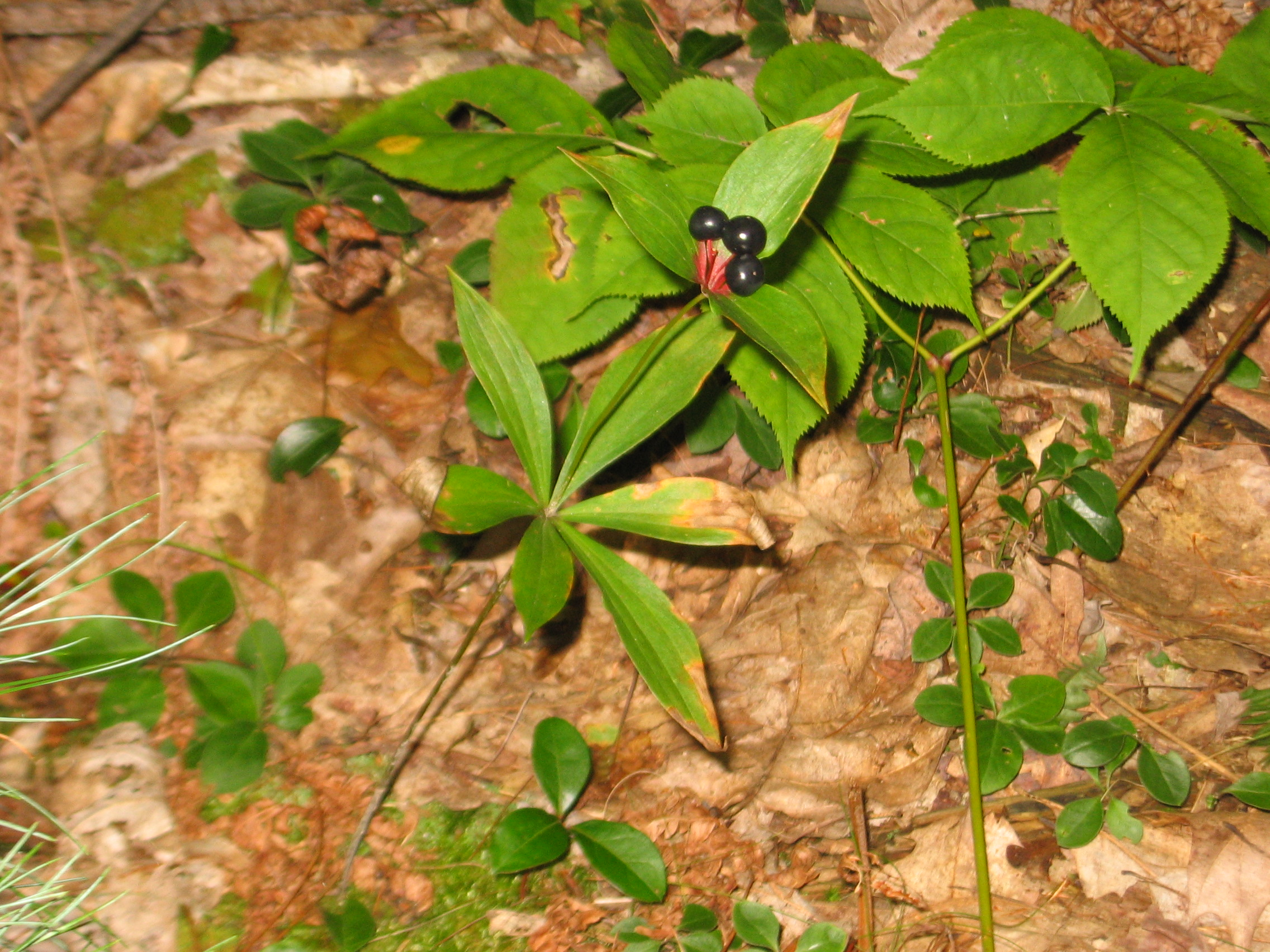
Fruits
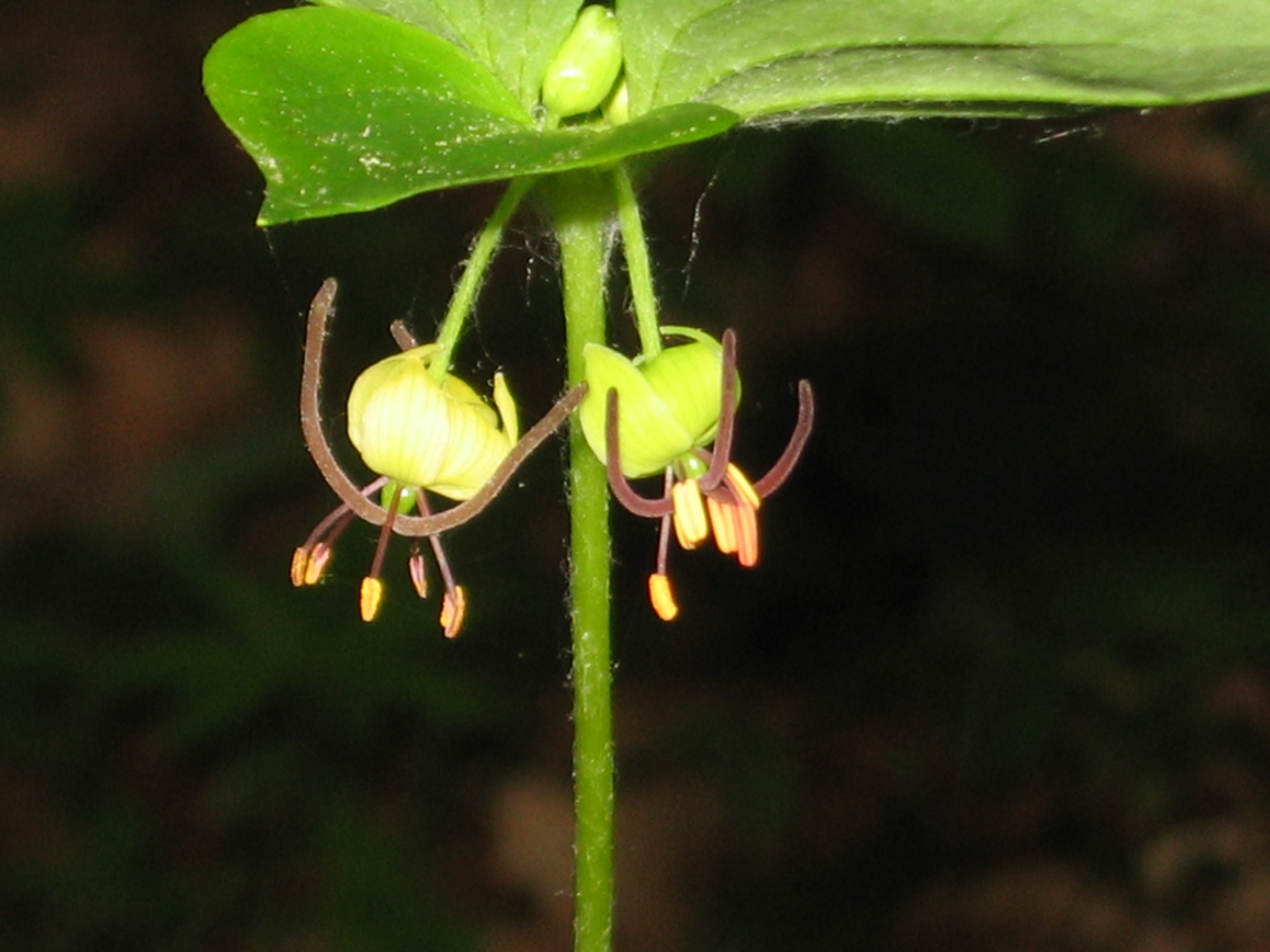
Fleurs
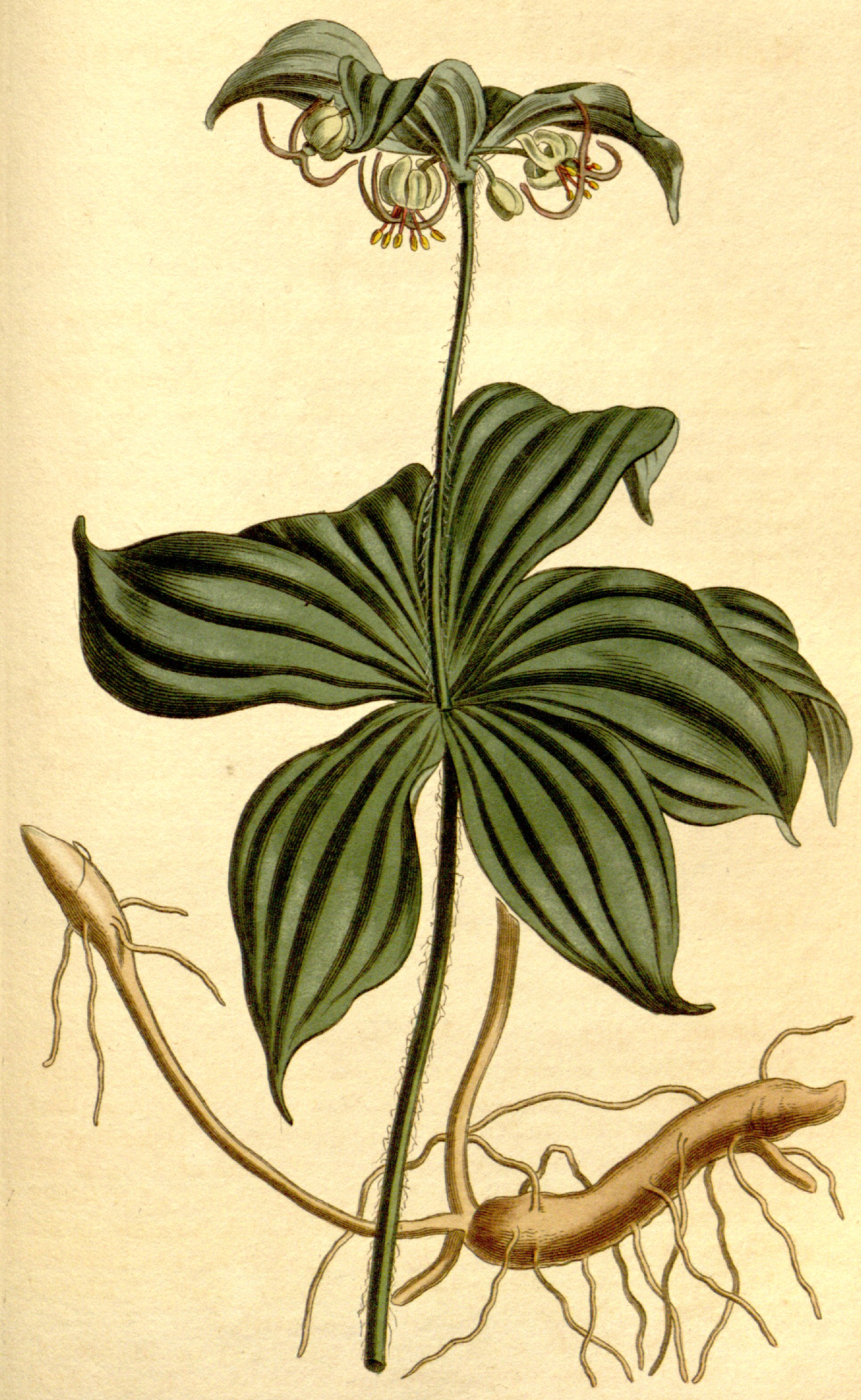
Medeola virginiana

## Habitat
On retrouve cette plante dans les érablières à bouleau jaune, les érablières laurentiennes et les forêts mixtes.

## Distribution

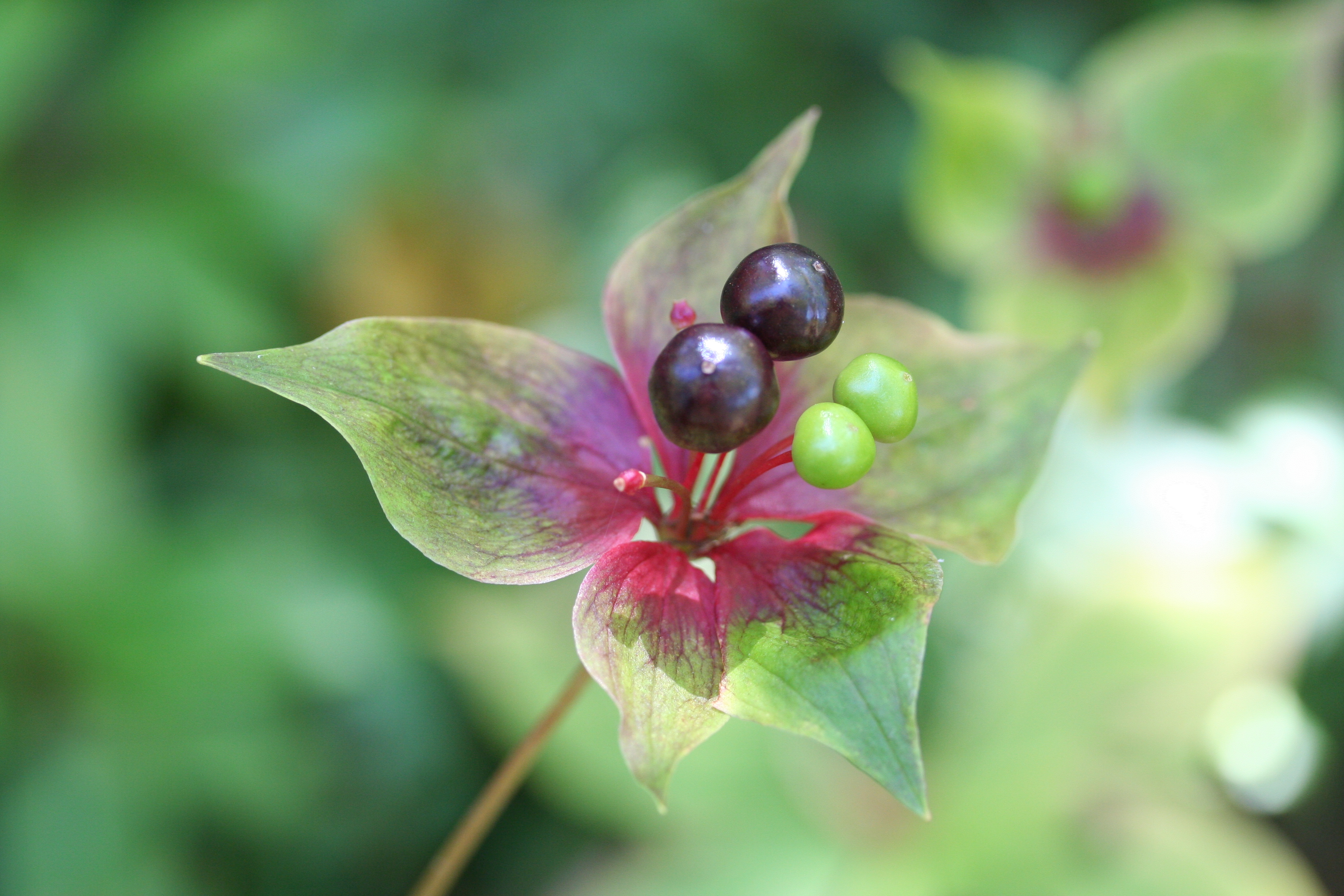
Medeola virginiana, Québec, Canada

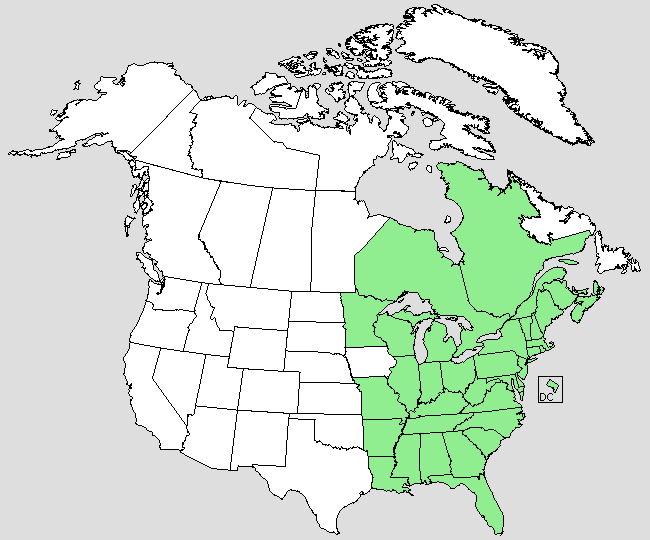
Distribution de Medeola virginiana aux États-Unis et au Canada

Medeola virginiana se retrouve dans plusieurs états de l'est des États-Unis, de même qu'au Québec et en Ontario.

## Usages
Le jeune rhizome se consomme cru. Au printemps, il est croustillant et d'une douce saveur. On peut aussi le faire bouillir ou mariner.
Autrefois, les Iroquois consommaient les fruits, les feuilles ou le rhizome en tant que diurétique.

## Référence
1. ↑  IPNI. International Plant Names Index. Published on the Internet http://www.ipni.org, The Royal Botanic Gardens, Kew, Harvard University Herbaria & Libraries and Australian National Botanic Gardens., consulté le 13 juillet 2020.
2. ↑  Muhammad N Ghayur & Luke J Janssen, Nephroprotective drugs from traditionally used Aboriginal medicinal plants, Kidney International (2010) 77, 471–472; doi:10.1038/ki.2009.507.